# 中国制造网
中国制造网是由焦点科技运营的一个中国B2B在线贸易平台，于1998年開始运营。
於2002年开始推出一系列的广告服务，正式开始收费；2006年，中国制造网跟瑞士通用公证行SGS集团正式开展认证供应商合作，同时中国制造网在首届中国对外贸易年会上获“中国对外贸易最具影响力企业”称号；在第二届中国中小企业电子商务发展大会上获“最佳诚信奖”；连续第4年入選《互联网周刊》评选的“最具商业价值百强网站”。2009年12月9日，中国制造网运营商焦点科技股份有限公司在深圳A股正式挂牌上市，股票代码“002315”。